# 藤泽秀行
藤泽秀行（原名藤泽保，1925年6月14日—2009年5月8日），日本著名围棋棋手，日本棋界传奇人物，其棋风豪爽，布局尤为精巧被称为“前五十手天下第一”，1950年代至1960年代与“剃刀”坂田荣男齐名。获得冠军称号23个，包括棋聖战六連霸，受封名譽棋圣。
藤泽个性豪爽，拥有众多的棋迷。以自己起名“秀行”、自己颁发“段位证书”等故事为传奇。他以私生活放荡成名，酗酒、赌博和纵欲，三次罹患癌症。1992年，藤泽以67岁高龄卫冕王座戰 (日本圍棋)成功，成为史上年龄最大的围棋锦标获得者。
藤泽终身为围棋国际化而奋斗，对中国大陆围棋发展做出了巨大的贡献。从1981年起，14次带领“秀行军团”访华，中国著名的棋手聂卫平、马晓春到常昊等皆受其影响。在中国的棋坛，藤泽秀行之名可谓家喻户晓。

## 生平
- 藤泽秀行於1925年6月14日生于日本横滨，原名藤澤保。父藤泽重五郎，母藤泽绢子。兄弟19人，父为买卖人。藤泽从小“顽劣”，五岁时玩耍掉入污水沟。险些丧命。后父令其学棋，藤泽天分极高。一年后拜濑越宪作为启蒙教师。

- 1934年，入日本棋院為院生，后拜福田正义（日语：福田正義_(囲碁棋士)）五段为师（名义上）。研究明治初期本因坊秀甫棋谱。1937年，到中国慰问侵华日军。

- 1939年入段。1940年，随坂田荣男到中国大连，在中国学习棋术，并研究中国古诗。1942年升三段，改名“秀行”。

- 1945年4月，全家迁至千叶县；5月，日本棋院毁于战火；8月，日本二战投降；9月，其父去世。1946年，参加段位赛。1948年9月，创《围棋研究》。仅办三期后停刊。1952年7月，被《棋道（日语：棋道）》评为“战后三杰”。

- 1959年，日本棋院第1位决定战（现碁圣战）优胜。1960年，最高位战优胜。1962年，获得名人战首届名人。1965年，专业十杰战（日语：プロ十傑戦）优胜。

- 1967年，获得王座。1968年，专业十杰战优胜。1968年，王座优胜。1969年，NHK杯优胜。1969年，快棋选手权战优胜。1969年，获得王座。1970年，获得名人位。1976年，获得天元位。

- 1977年，获得棋聖位。以后六连霸，成為名譽棋聖。1981年，NHK杯优胜。

- 1981年起，藤泽开始组织“秀行军团”，前後共14次。秀行军团成员几乎都是后来日本名将，像武宫正树、梅泽由香里等。更难能可贵的是，藤泽秀行先生背负巨额债务仍然自费组团到中国帮助刚摆脱文革的中国棋手进步4。据记载，秀行军团初到北京，盛况空前。许多棋迷不顾政府的禁令5，到北京饭店听课。“秀行军团”的到来，帮助中国围棋获得质的飞跃。因此，藤泽受到中国棋迷喜爱。

- 1991年，获得王座位。1992年，卫冕王座位（67岁、史上年龄最大的围棋锦标赛获得者）。2002年引退。2004年，获得“中日围棋交流功劳奖”。

- 2009年5月8日上午7時16分（日本時間）去世。

- 其家人多有棋手，甥藤泽朋斋九段、子（五男）藤泽一就（日语：藤沢一就）八段、孫女藤澤里菜七段。

## 行事風格
藤泽秀行以刚正不阿，仗义洒脱受到棋迷的喜爱。但私生活也荒诞无比，酗酒常常出洋相；赌博导致倾家荡产；风流事不断。但不管如何，藤泽秀行对围棋的热爱和其对围棋推广做出的贡献是不可抹灭的。
- 起名“秀行”：事实上，传统的围棋界的约定：“秀”字是本因坊才允许使用的名字。当时的藤泽保名气不大，却擅自改名“秀行”，引起了许多围棋前辈的不满。
- 自己制作段位证书：藤泽因日本棋院发给业余棋手的段位证书太贵，自己制作并发放业余段位证书。此举使藤泽名声斐然。
- 酗酒：1981年第五届NHK杯决胜战，藤泽醉醺醺的与对手高木祥一对战，虽然藤泽连棋子都无法摆正，却赢得了胜利，因此得名「怪杰」。大體上，藤泽每天都飲酒，但據說喝得不多，尤其1983年胃癌手術後喝一點就醉了。藤泽酒醉時有亂講女性性器官俗名的壞毛病，甚至與鄧小平會面時也喝得酩酊大醉，「中文的『陰道』怎麼講啊？」等胡言亂語，執傲的糾纏，在場人員不得不中止會面。
- 泥醉名人：首屆名人戰，由十三位棋手以循環賽方式決出首屆名人。最後一場循環賽的陣容是藤澤秀行對桥本昌二、吳清源對坂田榮男，其中藤澤秀行九勝二負獨居排頭，吳清源與坂田榮男則以八勝三負緊追在後；假設藤澤勝出，那麼無疑將成為名人。藤澤最終輸給桥本，要和另一場的勝方加賽決定名人歸屬；藤澤覺得自己無望，失望之餘就和好友上酒館喝得爛醉。結果吳清源和坂田榮男竟下成和棋，依規則雖要算是持白的吳清源獲勝，但只是「半勝」；換句話說，不及九勝的藤澤。結果藤澤就在爛醉之中意外成為了名人，故稱「泥醉名人」。
- 女性關係：藤澤生性風流，曾在情人家裡待了3年沒回過家。據說後來有事必須回去時，連回家的路都不會走，只好打電話找妻子帶路。將棋棋士米長邦雄的太太曾向藤澤太太抱怨「我先生一周5天不回家」，藤澤太太回答「我家的3年沒回家」。
- 赌博與債務：据藤泽的回忆录自己介绍，光赌博就输了快十亿日元。2棋圣冠军奖金兩千五百萬日元，藤泽不到一年就输光了。藤泽从来不掩饰自己对金钱的渴望，对于最高奖金的棋圣战冲劲十足，共获得6次，独享名誉棋圣的称号。因此被称为围棋界的“借钱王”。因為賭債，秀行一生家徒四壁，就連他所住的房子也是以他的兒子名義置下的；如果以他的名字購買，那麼早已被法院拍賣。3他連霸六屆棋聖的巨額獎金仍不足以填補巨額債務的零頭。在一次飛往中國的飛機上，他曾說：“多麼希望現在飛機掉進大海啊。”
- 三次癌症折磨：秀行先是因為酗酒患胃癌，好不容易撿條命，又發現有淋巴癌，好不容易捱過這道鬼門關，年近八旬時卻又檢查出了前列腺癌，一生遭受三次癌症折磨。然而，無論遭受怎樣的病魔折磨，藤澤秀行從未放棄過圍棋，他在圍棋上的毅力也並未因病魔的摧殘而受到影響。
- 67岁的王座：1991年，他在日本第39期王座戰五番棋決戰中，3比1挑戰羽根泰正王座成功，創66歲奪冠紀錄。次年他接受小林光一挑戰，在先失一局的情況下，仍然豪氣滿懷地宣稱：“輸了第一局後，我對戰勝他更有信心了！”結果，藤澤秀行3比2技壓小林光一，衛冕王座成功，同時再創67歲奪冠紀錄。至今，該紀錄還由他保持著。此时的藤泽秀行不仅年邁，而且患有胃癌和淋巴癌，胃被切去3/4。这样的情况还能获胜，不得不成为围棋界的传奇。

此外，藤泽在围棋界的趣谈不计其数。常常闹得其它棋手尴尬，但在日本，几乎所有的棋手都对藤泽秀行表示尊敬。

## 其它荣誉
1987年紫绶褒章、1988年度棋道奖《特别奖》、1991年、1992年度《优秀棋士奖》受奖。第16回秀哉奖、1989年大仓喜七郎奖。J·C奖、电视广播围棋制作者会奖。

## 名言
- 我为如今的胜负深深偏离棋道的本质而感到痛心，如果把下棋比作两个人争100元，几乎所有的人都认为只要拿到51元就可以了，但我认为应该拿到全部，本来能杀的棋不杀，即便是胜利了也称不上真正的胜利者。6——于第2期棋圣赛胜加藤正夫。

- 这种封闭自守的愚蠢行为只会让日本围棋越来越萎靡，只有我们的对手强大了，日本围棋的强大才有意义，围棋是没有国界的，只要是棋道中人都是一家子。7——第3期中日围棋对抗赛答记者问。

## 评价
- 从胜负的角度看，赵治勋无疑是最强的，但是从棋力上看，最强者首推秀行先生，吾辈自叹不如。——武宫正树
- 对于秀行的布局中的某些招法，即使让我想上一百万年，我也想不出来。或许只有神才能与他讨论前50手棋的得失吧。——木谷实
- 或者说，中国的围棋能有今天，是和藤泽先生教导分不开的。——陈祖德
- 这一时期的秀行老师简直跟鬼一样厉害。我原想，把秀行老师所有的技艺偷到手，传授给后来人是我的义务，所以尽可能多下几局，但是根本就抵挡不住。厉害的秘密在于：他对围棋的全局观。——大竹英雄

## 成绩

### 各項棋賽冠、亞军次數
| 头衔             | 冠軍 | 冠軍                    | 亞軍 | 亞軍                   |
| 头衔             | 次數 | 年度                    | 次數 | 年度                   |
| ---------------- | ---- | ----------------------- | ---- | ---------------------- |
| 现在的头衔       | 14   |                         | 10   |                        |
| 棋圣战           | 6    | 1977 - 1982             | 1    | 1983                   |
| 本因坊战         | 0    |                         | 2    | 1960, 1966             |
| 十段战           | 0    |                         | 1    | 1968                   |
| 王座戰           | 5    | 1967 - 1969, 1991, 1992 | 2    | 1970, 1993             |
| 天元戰           | 1    | 1976                    | 1    | 1978                   |
| NHK杯            | 2    | 1969, 1981              | 3    | 1963, 1964, 1966       |
| 已经停办的头衔   | 6    |                         | 10   |                        |
| 旧名人           | 2    | 1962, 1970              | 4    | 1963, 1964, 1971, 1972 |
| 十杰战           | 1    | 1968                    | 1    | 1978                   |
| 日本棋院选手战   | 0    |                         | 1    | 1961                   |
| 最高位战         | 1    | 1960                    | 1    | 1961                   |
| 专业十杰战       | 2    | 1965, 1968              |      |                        |
| 朝日新闻杯       | 0    |                         | 1    | 1976                   |
| 棋院第一位决定战 | 0    |                         | 2    | 1970, 1974             |

### 歷年奪冠紀錄
| 时间 | 期数 | 赛事         | 比分 | 对手       |
| ---- | ---- | ------------ | ---- | ---------- |
| 1957 | 1    | 首相杯       | 1:0  | 大平修三   |
| 1959 | 1    | 棋院选手权战 | 2:1  | 宫下秀洋   |
| 1960 | 5    | 最高位战     | 3:1  | 坂田荣男   |
| 1962 | 1    | 名人战循环圈 | 9:3  | —          |
| 1965 | 2    | 专业十杰战   | 2:1  | 高川格     |
| 1966 | 10   | 东京新闻杯   | 2:0  | 曲励起     |
| 1967 | 15   | 王座战       | 2:0  | 桥本昌二   |
| 1968 | 5    | 专业十杰战   | 2:1  | 坂田荣男   |
| 1968 | 16   | 王座战       | 2:0  | 坂田荣男   |
| 1969 | 11   | NHK杯快棋赛  | 1:0  | 藤泽朋斋   |
| 1969 | 1    | 快棋选手权战 | 1:0  | 藤泽朋斋   |
| 1969 | 17   | 王座战       | 2:0  | 大竹英雄   |
| 1970 | 9    | 名人战       | 4:2  | 林海峰     |
| 1976 | 1    | 天元战       | 3:1  | 大平修三   |
| 1977 | 1    | 棋圣战       | 4:1  | 桥本宇太郎 |
| 1978 | 2    | 棋圣战       | 4:3  | 加藤正夫   |
| 1979 | 3    | 棋圣战       | 4:1  | 石田芳夫   |
| 1980 | 4    | 棋圣战       | 4:1  | 林海峰     |
| 1981 | 5    | 棋圣战       | 4:0  | 大竹英雄   |
| 1981 | 28   | NHK杯快棋赛  | 1:0  | 高木祥一   |
| 1982 | 6    | 棋圣战       | 4:3  | 林海峰     |
| 1991 | 39   | 王座战       | 3:1  | 羽根泰正   |
| 1992 | 40   | 王座战       | 3:2  | 小林光一   |